# Matthew McGrath
Matt McGrath (né le 18 décembre 1875 à Nenagh - mort le 29 janvier 1941) est un athlète américain, d'origine irlandaise, spécialiste du lancer de marteau.
Il remporte la médaille d'or aux Jeux de Stockholm en 1912 avec un lancer à 54,74 m à son sixième essai. Dès son premier lancer à 54,13 m il bat le record olympique. Ses autres lancers validés seront tous supérieurs de 4,50 m à la meilleure marque du Canadien Duncan Gillis qui obtient pourtant la médaille d'argent grâce à ses 48,39 m.
McGrath remporte deux médailles d'argent au marteau en 1908 et 1924, il obtient donc sa dernière médaille olympique à 49 ans, ce qui fait de lui le plus vieux médaillé américain aux olympiques. Il termine seulement cinquième des Jeux de 1920 alors qu'il est l'un des favoris, mais il se blesse au genou durant la compétition.

## Liens
- Ressources relatives au sport :   - CIO
  - Olympedia
  - Temple de la renommée de l'athlétisme des États-Unis
  - Tilastopaja
  - Track and Field Statistics
  - World Athletics